# Femmes de sable
Femmes de sable (Mulheres de Areia) est une telenovela brésilienne, écrite par Ivani Ribeiro et diffusée entre le 1er février et le 25 septembre 1993 sur le réseau Globo. C'était un remake de deux feuilletons du même auteur, Femmes de sable de 1973/1974, qui était basé sur le feuilleton radiophonique Les Mariées Meurent en Mer de 1965 et dans le feuilleton L'Épouvantail de 1977.
En France, le feuilleton a été remonté en 180 épisodes et diffusé du 1er trimestre 1995 au 19 mai 1996 sur RTL9 et rediffusé du 17 octobre 1996 au 2 mai 1997, toujours sur RTL9. Le feuilleton est diffusé depuis le 21 décembre 2017 sur Diamants TV et s'est achevé le 22 juin 2018.

## Synopsis
Marcos Assunção est de retour à la ville littorale de Pontal pour des affaires de famille. Le jeune rencontre et tombe amoureux de la douce Ruth, la fille d'une famille de pauvres pêcheurs, mais il finit par se marier avec Rachel, la sœur jumelle de Ruth qui par des intrigues, réussi à les séparer. Les sœurs sont identiques, mais de personnalités opposées. Alors que Ruth aime les gens et est simple, Rachel elle est cruelle, ambitieuse. Elle rêve de devenir riche, quel qu'en soit le prix et vit a une aventure avec Wanderlei. Celui qui sait tout c'est Tonho de la Lune, un malade mental connu pour sculpter des femmes dans le sable de la plage. Protégé de Ruth dont il est amoureux, il souffre des méchancetés de Rachel. Rachel devra affronter Virgilie Assunçao, le père de Marcos, qui n'accepte pas cette relation. Sous-préfet de Pontal et propriétaire du plus grand hôtel de la place, son rêve est faire de Pontal un centre touristique. Son adversaire est le préfet écologiste Bruno. La population de la ville est divisée, et Bruno a un grand allié, Tonia, une commerçante locale. Pour saper le travail de Bruno, Virgíle met des épouvantails sur la plage représentant le préfet qui effrayent les touristes. Entre temps, Ruth souffre à cause du mariage de sa sœur. L'histoire connait un bouleversement quant à la suite d'un accident, Raquel est laissée pour morte et Ruth se fait passer pour sa sœur pour rester aux côtés de l'homme qu'elle aime. Mais Rachel n'est pas morte et décide de revenir pour se venger de sa sœur qui a pris sa place

## Distribution
- Glória Pires (VF : Nathanièle Esther) : les jumelles Rose et Rachel (en VO : Ruth et Raquel)

## Commentaires
La trame centrale du feuilleton (des sœurs jumelles aux caractères très dissemblables) rappelle celle du film La Double Énigme (The Dark Mirror, 1946) avec Olivia de Havilland dans le double rôle, d'autant plus que dans ce film aussi la sœur « gentille » se prénomme Ruth.